# Pierre Louis Dominique Réal
Pour les articles homonymes, voir Réal.
Pierre Louis Dominique Réal, né le 25 juillet 1770 à Calais (Pas-de-Calais), mort le 8 février 1841 à Strasbourg (Bas-Rhin), est un militaire français de la Révolution et de l’Empire.

## États de service
Il entre en service le 6 juillet 1791, comme sous-lieutenant dans le 1er régiment d’infanterie, dont le 2e bataillon forme en l’an II la 2e demi-brigade de bataille, incorporé en l’an IV dans la 9e de ligne devenue 9e régiment d’infanterie de ligne à l’organisation du 24 septembre 1803. Lieutenant le 28 avril 1792 et capitaine le 1er juin 1793, il fait les campagnes de 1792 à l’an VI, aux armées du Nord, de Sambre-et-Meuse et d’Italie.  
Désigné pour faire partie de la Campagne d'Égypte, il embarque à Toulon, en mai 1798, et il fait toutes les guerres d’Égypte et de Syrie jusqu’en juillet 1801. Lors du siège de Saint-Jean-d'Acre, il monte un des premiers sur la brèche, pendant l’assaut du 24 avril 1799, et il reçoit durant cette journée cinq coups de feu dans ses habits. Après l’action, le général Lanusse le présente au général en chef Bonaparte, dont il reçoit les éloges et les félicitations en présence de toutes les troupes. Le 20 mars 1800, à la bataille d’Héliopolis, il emporte de vive force le village de ce nom, à la tête de 2 compagnies de carabiniers de la 22e demi-brigade d’infanterie légère et de 2 compagnies de grenadiers de la 9e demi-brigade de ligne, qu’il commande. Cette position défendue par 10 000 Albanais et 15 pièces de canons oppose une longue et vigoureuse résistance, avant que l’ennemi ne soit culbuté et obligé de prendre la fuite, après avoir éprouvé des pertes et avoir abandonné ses bagages et son artillerie. Proposé pour le grade de chef de bataillon, il l’obtient le 12 octobre 1800, par le général en chef Menou.
De retour en France après la capitulation d’Alexandrie, il tient garnison à Autun, pendant les ans X et XI. Il est nommé major le 22 décembre 1803 au 29e régiment d’infanterie de ligne, et il est fait chevalier de la Légion d’honneur le 25 mars 1804.
Envoyé rejoindre son corps à Pescara, il sert depuis cette époque à l’armée d’Italie. Colonel en second le 15 avril 1811, il passe colonel titulaire du 10e régiment d’infanterie de ligne le 7 septembre suivant. Il se rend sur le champ à l’armée d’Espagne, ou se trouve son régiment, et fait à la tête de celui-ci les campagnes de 1812 et 1813. En décembre 1811 et janvier 1812, il se trouve au siège de Valence, et il est admis à la retraite le 4 novembre 1813.
Il meurt le 8 février 1841, à Strasbourg.

## Sources
- A. Lievyns, Jean Maurice Verdot, Pierre Bégat, Fastes de la Légion-d'honneur, biographie de tous les décorés accompagnée de l'histoire législative et réglementaire de l'ordre, Tome 4, Bureau de l’administration, 1844, 640 p. (lire en ligne), p. 410.
- « Cote LH/2276/41 », base Léonore, ministère français de la Culture
- Jay, Etienne de Jouy et Jacques Marquet de Norvins, Biographie nouvelle des contemporains, ou Dictionnaire historique et raisonne de tous les hommes qui, depuis la révolution française, ont acquis de la célébrité par leurs actions, leurs écrits, leurs erreurs ou leurs crimes, soit en France, soit dans les pays étrangers; Précédée d'un tableau par ordre chronologique des époques célèbres et des événements remarquables, tome 1, Paris, librairie historique, 1897  prénom1=antoine, p. 290.
- Thoisnier Desplace, Annuaire historique universel, ou Histoire politique pour ..., Thoisnier Desplace, 1853, p. 259.
- Léon Hennet, Etat militaire de France pour l’année 1793, Siège de la société, Paris, 1903, p. 50.